# Valle (Noruega)
Valle és un municipi situat al comtat d'Agder, Noruega. Té 1.242 habitants (2016) i té una superfície de 1.264 km². El centre administratiu del municipi és el poble homònim.